# Alfred Gößl
Alfred Gößl, auch Gössl, (* 15. August 1887; † Ende Februar 1935 in Breslau) war ein deutscher Politiker (NSDAP).

## Leben
Alfred Gößl lebte in Breslau in der Gutenbergstraße 48. Ab Oktober 1933 war er Landesrat. 
Er trat vermutlich im April 1925 der NSDAP bei (Mitgliedsnummer 2.068) und war Mitbegründer der NSDAP in Schlesien, deren Gau-Schatzmeister er bis Oktober 1934 war. In dieser Position arbeitete er eng mit Helmuth Brückner zusammen. 1932 wurde er in den Preußischen Landtag gewählt, blieb in der 4. und 5. Wahlperiode im Landtag. 
Im November 1933 kandidierte er auf dem Wahlvorschlag für die NSDAP auf Platznummer 653 bei der Wahl zum Deutschen Reichstag, zog aber nicht in den nationalsozialistischen Reichstag ein.